# 屠神者格爾
屠神者格爾（英語：Gorr the God Butcher）是出自漫威漫畫的虛構超級反派。首次登場於《雷神索爾：雷霆之神》第1期（2013年1月），由傑森·亞倫及埃斯德·雷比奇所創作。

## 出版歷史
傑森·亞倫和埃斯德·雷比奇決定在Marvel NOW!期間重新推出《雷神索爾》的漫畫系列。格爾首次登場於《雷神索爾：雷霆之神》第1期 (2013年1月)。

## 虛構人物傳記
格爾在一顆未命名的貧瘠星球上長大，那個星球經常發生地震，並長期缺乏水和野生動物。儘管沒有神明幫助他們，但他們仍然盲目地相信神明。當格爾的母親、妻子和孩子全都去世時，他才認為神是不可能存在的，因此被他的部落驅逐了。其後，他卻得知神靈確實存在，但沒有去幫助那些需要幫助的人，比如他垂死的家人，於是便發誓要把所有的神都殺光。格爾在目睹了共生體之神努爾與一名金神（Golden god）的戰鬥後，他從努爾的手中獲取了全黑朽刃。他最終在地球中世紀的冰島上找到了年輕的雷神索爾。就在格爾幾乎要殺死索爾時，一群維京人出現並拯救了他。格爾雖然逃脫了，其手臂卻被砍斷，並從中得知他需要支援，於是他組建了一支闇影狂戰士大軍，然後漸漸地、悄悄地消滅了越來越多的神。在現在的時間線，索爾注意到失蹤的眾神並開始調查他們消失的原因。此舉觸發了格爾與索爾的另一場戰鬥，然而格爾隨後被傳送到了未來，在那裡，身為最後一位阿斯嘉人的年邁國王索爾正在對抗著闇影狂戰士以保衛王國。格爾還將年輕的索爾帶到了未來，並親手復活了他的妻子和孩子，然後即將引爆屠神炸彈（Godbomb）── 一顆可以殺死所有時間線裡的神的炸彈。格爾讚嘆自己像神一樣展現奇蹟，於是憤而殺死自己的妻子，格爾的兒子實際上是一個由全黑朽刃構成的創造物，並因為弒妻之事而受到刺激，認為父親格爾隨意地操弄人民的生死並咒罵格爾是偽善之神，因而倒戈幫助索爾摧毀屠神炸彈並賦予索爾吸收衝擊波的能力。最終，來自現在的索爾使用兩個雷神之鎚砍下格爾的頭顱，成功殺死格爾。

## 能力與裝備
格爾持有一把名叫「全黑朽刃」的刀刃，根據行星吞噬者的說法，它「從無盡之夜的石頭上雕刻出第一個黎明」。全黑朽刃是由共生體的祖先努爾以一個被殺死的天神族的頭顱所鍛造。這把刀刃允許持有者製造出翅膀（讓持有者以極快的速度飛行）、武器和由黑暗構成的狂戰士裹屍布。全黑朽刃可以製造出鋒利的卷鬚，讓他能殺死任何神明，包括阿斯嘉人。全黑朽刃後來被放逐到一個黑洞中，其後由一位年邁的國王索爾使用它來與行星吞噬者戰鬥。格爾還創造了屠神炸彈── 一種反神性的武器，旨在殺死曾經或將要存在的每一個神。格爾擁有超人的力量、耐久性和忍耐力，而且幾乎是不朽的。

## 其他媒體

### 電影
- 漫威電影宇宙：由克里斯汀·貝爾飾演屠神者格爾。
  - 《雷神索爾：愛與雷霆》[8][9]（2022年）

### 遊戲
- 《漫威：未來之戰》：手機遊戲，屠神者格爾是玩家可使用角色之一。
- 《漫威：未來革命》

## 外部連結
- Marvel Database上 屠神者格爾 （页面存档备份，存于） 的資料
- Comicvine上 屠神者格爾 （页面存档备份，存于） 的資料
- Dynamicsarts上 屠神者格爾 （页面存档备份，存于） 的資料
- Comic Book Database上 格爾 （页面存档备份，存于） 的資料